# Алджър (окръг, Мичиган)
Окръг Алджър (на английски: Alger County) е окръг в щата Мичиган, Съединени американски щати. Площта му е 13 077 km². Според преброяването през 2020 г. населението е 8 842 души. Административен център е град Мюнисинг.

## История
Окръг Алджър е отделен от окръг Скулкрафт, създаден е на 17 март 1885 г. Окръгът е кръстен на барона на дърводобив Ръсел Александър Алджър, който е избран за губернатор на Мичиган и сенатор на САЩ и е назначен за военен секретар на САЩ по време на президентската кампания на Уилям Маккинли. 

## География
Според Бюрото за преброяване на САЩ, окръгът има обща площ от 5 048 квадратни мили (13 070 km 2), от които 915 квадратни мили (2 370 km 2) са земя и 4 133 квадратни мили (10 700 km 2) (82%) са вода. Това е вторият по големина окръг в Мичиган по обща площ, главно заради Горното езеро в северната част на окръга.

## Съседни окръзи
- Окръг Лус - изток
- Окръг Скулкрафт – югоизток
- Окръг Делта – юг
- Окръг Маркет – запад
- Област Тъндър Бей, Онтарио – север